# Сенеге
Сенеге (итал. Seneghe) — коммуна в Италии, располагается в регионе Сардиния, подчиняется административному центру Ористано.
Население составляет 1972 человека, плотность населения составляет 34,11 чел./км². Занимает площадь 57,82 км². Почтовый индекс — 9070. Телефонный код — 0783.
Покровителем коммуны почитается святой Себастьян, празднование 20 января.